# Internet Explorer
Windows Internet Explorer (по-известен само като Internet Explorer или IE) е уеб браузър на компанията Microsoft, включен във всяка операционна система на Windows от 1995 г. до издадената в средата на 2015 г. Windows 10.
След първото пускане на Windows 95 още няколко версии на браузъра са разработени за различните операционни системи: Internet Explorer за Mac и Internet Explorer за UNIX.
IE е най-използваният уеб браузър от 1999 г. до 2012 г., когато на първото място се изкачва Google Chrome, достигайки най-голям пазарен дял – 95%, през 2004 г.
Пълната поддръжка за Internet Explorer e прекратена на 15 юни 2022 г., но неговият наследник – Microsoft Edge, поддържа режим на съвместимост (IE Mode) с предишни версии със сайтове и приложения, базирани на IE. Microsoft се ангажира да поддържа този режим поне до 2029 г., както и с едногодишно предизвестие преди окончателното преустановяване на съвместимостта с IE.

## Версии

### Internet Explorer 1
Работата по браузъра започва през 1994 г.

### Internet Explorer 2
Излиза на 22 ноември 1995 г. за Windows 95 и Windows NT, а версията за Windows 3.1 и Apple Macintosh на 23 април 1996 г.

### Internet Explorer 3
Излиза на 13 август 1996 г.

### Internet Explorer 4
Версията е издадена през октомври 1997 г. Internet Mail и News са заменени от Outlook Express и Microsoft Chat. Също така има и подобрение в NetMeeting. Версията е включена и в пакета Windows 98.

### Internet Explorer 5
Версия 5 е пусната на 18 март 1999 г. и впоследствие включена в пакета Windows 98 SE (второ издание) и в Office 2000. Браузърът включвал поддръжка на bi-directional text, ruby characters, XML, XSL и възможността да се съхраняват уеб страници в MHTML формат. В Windows 2000 браузърът е заместен с версия 5.1. През 2000 г. излиза версия 5.5, която подобрява Print Preview, CSS и HTML поддръжката и усъвършенствани API-тата. Версията е включена и в пакета Windows Me.

### Internet Explorer 6
Версия 6 е обявена на 27 август 2001 г. – няколко седмици преди излизането на Windows XP. Тази версия включва DHTML приложения, частична поддръжка на първо ниво CSS, първо ниво DOM и SMIL 2.0. MSXML машината е преработена на версия 3.0. Други нови приложения включват нова версия на Internet Explorer Administration Kit (IEAK), медийна лента, Windows Messenger, автоматично оразмеряване на образите и P3P. През 2002 протоколът Gopher е спрян от развитие и по-късно изчезва във версия 7.

### Internet Explorer 7
На 15 февруари 2005 директорът на Microsoft обявява новата версия на браузъра, която ще се появи по време на RSA конференцията през 2005 г. в Сан Франциско. Решението е взето поради ниския дял и разпространението на браузъра Mozilla Firefox. Майкрософт също заявява, че браузърът ще може да се използва само на операционната система Windows XP SP2 и по-нови, включително Windows Server 2003 и SP1 на Windows Vista. Финалната версия е пусната на 18 октомври 2006 г. и включва пълен контрол на потребителя над ActiveX и подобрена рамка на сигурността. Също така включва поправка на важни бъгове, по-добро интегриране с уеб стандартите, подобрения в HTML 4.01/CSS 2, табове, вградени търсачки, web feed четец, поддръжка на международни домейн имена (Internationalized Domain Name support). Новата версия има опция за блокиране на flash съдържание и Java.

### Internet Explorer 8
През март 2008 г. Майкрософт пуска Бета 1 за сваляне от сайта им. Промените спрямо версия 7 не са големи.

### Internet Explorer 9
На 14 март 2011 г. Майкрософт прави достъпна версия 9 на браузъра си. Тя се отличава с бързина, подобрения в защитата и промени в потребителския интерфейс. Браузърът се интегрира успешно с OС Windows 7, а поддръжката му за системи, използващи Windows XP и предишни на нея, е прекратена.

### Internet Explorer 10
Internet Explorer 10 излиза на 26 октомври 2012 г. за Windows 7, Windows Server 2008 R2 и е уеб браузър по подразбиране за Windows 8 и Windows Server 2012.

### Internet Explorer 11
Internet Explorer 11 е браузър по подразбиране в излезлия през есента на 2013 г. Windows 8.1. IE 11 включва непълна система за синхронизиране на раздели, подобрено мащабиране за екрани с висок DPI, предварително изобразяване и извличане на HTML5, както и HTML5 на цял екран, JPEG декодиране с хардуерно ускорено и др. Това е първата версия на Internet Explorer, която поддържа WebGL и протокола SPDY на Google (започвайки от v3). IE 11 има функции, създадени специално за Windows 8.1, включително криптография (WebCrypto), адаптивно поточно предаване на битрейт и разширения за криптирано медийно съдържание.